# The Fifth Avenue Bus
The Fifth Avenue Bus è il secondo album del gruppo musicale britannico Jackson Heights, pubblicato dalla Vertigo nel 1972.

## Descrizione
È il primo disco della formazione – rimasta invariata fino allo scioglimento definitivo – comprendente, oltre al bandleader e produttore Lee Jackson, il tastierista Brian Chatton e il chitarrista John McBurnie: quest'ultimo è anche autore, da solo o insieme allo stesso Jackson, di quasi tutti i brani del disco.

## Tracce
Lato A
1. Tramp – 2:10 (John McBurnie)
2. Dog Got Bitten – 3:10 (McBurnie, Lee Jackson)
3. Autumn Brigade – 4:32 (Lawrie Wright)
4. Long Time Dying – 3:26 (McBurnie, Jackson)
5. Sweet Hill Tunnel – 8:43 (McBurnie)

Lato B
1. Laughing Gear – 2:44 (McBurnie)
2. House in the Country – 3:20 (McBurnie)
3. Rent a Friend – 3:38 (McBurnie)
4. Luxford – 3:12 (Jackson)
5. Pastor Roger – 6:09 (McBurnie, Jackson)

## Formazione
Gruppo
- Brian Chatton – pianoforte, organo Hammond, mellotron, voce
- Lee Jackson – basso elettrico, chitarre acustiche, congas, violoncello elettrico, voce
- John McBurnie – chitarre, percussioni, voce

Musicisti ospiti
- Michael Giles – batteria
- Roger McKew – chitarra elettrica solista (tracce B1, B4)
- Dave Watts – piano (traccia B1)
- Lawrie Wright – piano (tracce A4, A5, B2)